# SV Oberzell
Der SV Oberzell 1921 e.V. ist ein deutscher Sportverein mit Sitz in Oberzell, einem Ortsteil der Ortschaft Taldorf, welche Teil der baden-württembergischen Stadt Ravensburg im gleichnamigen Landkreis ist.

## Geschichte
Der Verein wurde im Jahr 1921 ursprünglich als Turnverein gegründet und wurde bis spätestens nach dem Zweiten Weltkrieg zu einem Sportverein. Der ersten Fußball-Mannschaft gelingt zur Saison 1974/75 der Aufstieg in die zu dieser Zeit drittklassige 1. Amateurliga Schwarzwald-Bodensee. Mit 16:44 Punkten beendete das Team die Spielzeit auf dem ersten Nichtabstiegsplatz. Nach der Folgesaison reichte es mit 17:43 Punkten jedoch nur noch für den 16. und damit letzten Platz, wodurch es wieder runter in die 2. Amateurliga ging.
In der Saison 1986/87 hatte die Fußball-Mannschaft eine Position in der Landesliga inne und erreicht mit 51:17 Punkten die Meisterschaft, wodurch es zu einem Aufstieg in die Verbandsliga kam. In dieser gelang es sich bis zur Spielzeit 1990/91 zu halten, wonach es mit 14:54 Punkten über den letzten Platz der Tabelle wieder zurück in die Landesliga ging. Nach der Saison 1995/96 folgte hieraus kurz dann auch nochmal mit 19:41 Punkten und dem letzten Platz der Abstieg in die Bezirksliga. Aus dieser entkam man dann in der Saison 1999/2000 mit 76 Punkten als Meister und kehrte wieder in die Landesliga zurück. Hier gelang direkt in der Folgesaison mit 68 Punkten die nächste Meisterschaft und damit sogar ein weiterer Aufstieg in die Verbandsliga. Dieser rasche Aufstieg ging für die Mannschaft jedoch wohl zu schnell und somit gelangen in der Saison 2001/02 nur 26 Punkte, was den Abstieg nach nur einer Saison bedeutete. Nun etablierte man sich aber in der Landesliga und konnte in den darauffolgenden Jahren eine relativ konstante Position auf der Tabelle einnehmen. Zur Saison 2009/10 gelang zwar nochmal ein Aufstieg in die Verbandsliga, dort ging es aber erneut wieder nach nur einer Spielzeit wieder nach unten. Diese Zeit sollte aber mit der Saison 2018/19 enden, in der man mit 33 Punkten nur den 12. Platz erreicht, was die Teilnahme an der Relegation nötig machte. Dort traf die Mannschaft auf den TSV Trillfingen und unterlag mit 4:5 im Elfmeterschießen. Dies bedeute nach vielen Jahren erstmals wieder den Abstieg in die Bezirksliga. Wo die Mannschaft auch noch bis heute spielt.